# 下維爾 (索洛圖恩州)

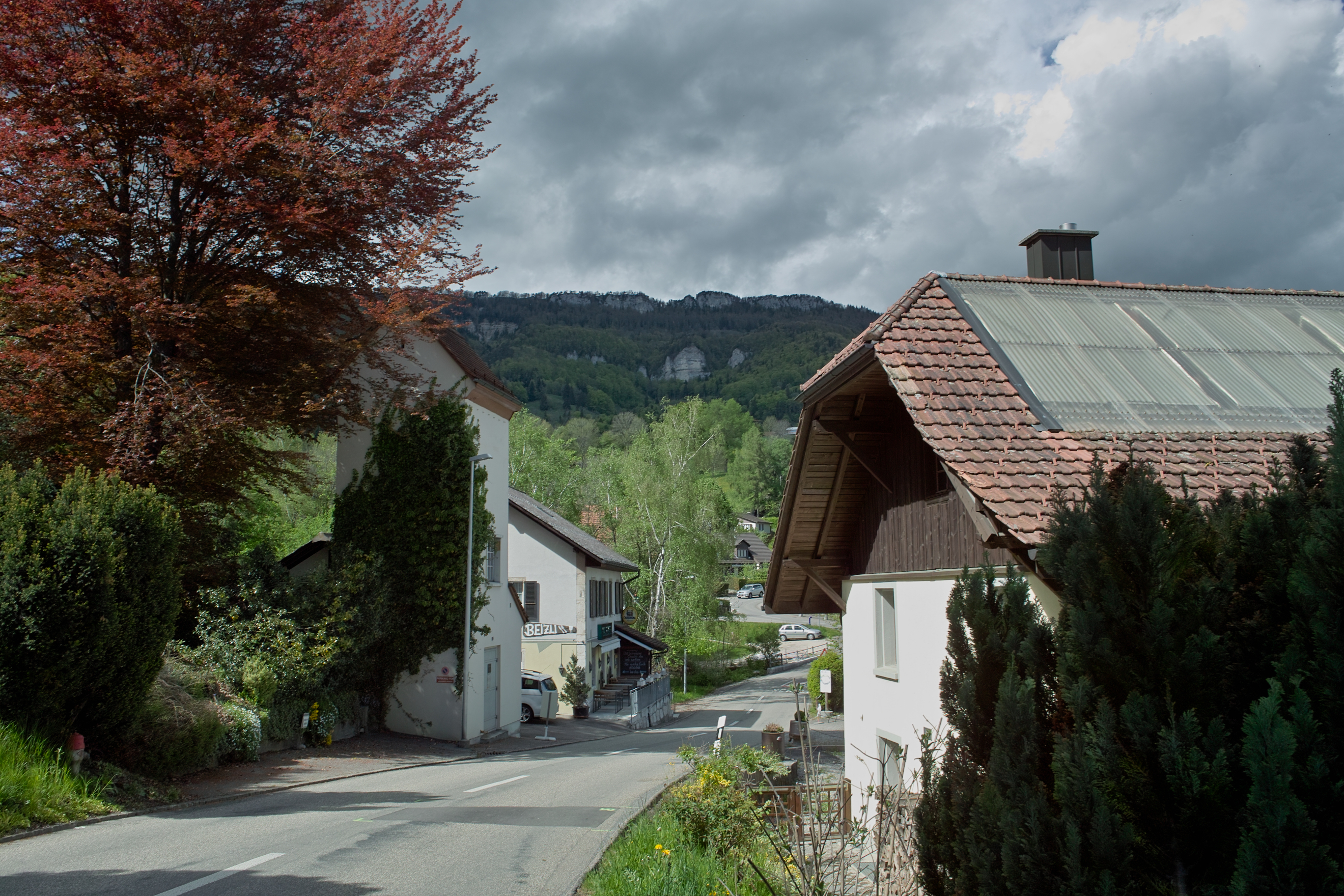

下維爾是瑞士的城鎮，位於該國北部，由索洛圖恩州負責管轄，面積2.28平方公里，海拔高度545米，2012年人口395，四成人口信奉羅馬天主教，人口密度每平方公里173人。